# Ero spinifrons
Ero spinifrons là một loài nhện trong họ Mimetidae.
Loài này thuộc chi Ero. Ero spinifrons được Cândido Firmino de Mello-Leitão miêu tả năm 1929.